# 西城区域
西城区域（ソソンくいき）は、朝鮮民主主義人民共和国平壌直轄市にある行政区域の一つ。都心部の北部にある。

## 地理
大同江の支流、普通江の流域にある。南は普通江区域・牡丹峰区域と、西は兄弟山区域と、北は龍城区域と、東は大城区域と接する。

## 行政区域
15洞を管轄する。
- キンジェ洞（キンジェドン）
- 南橋洞（ナムギョドン）
- 蓮モッ洞（リョンモットン）
- 上新洞（サンシンドン）
- 上興洞（サンフンドン）
- 西山一洞（ソサニルトン）
- 西山二洞（ソサニドン）
- 西川洞（ソチョンドン）
- 石峯洞（ソクポンドン）
- 臥山洞（ワサンドン）
- 長慶一洞（チャンギョンイルトン）
- 長慶二洞（チャンギョンイドン）
- 長山洞（チャンサンドン）
- 中新洞（チュンシンドン）
- 下新洞（ハシンドン）

## 歴史
この節の出典
- 1946年9月 - 平安南道平壌市が平壌直轄市に昇格するとともに、西区を設置。西区に以下の里がある。(20里)
  - 坎興一里・坎興二里・坎興三里・坎興四里・箕林一里・箕林二里・箕林三里・箕林四里・堂上一里・堂上二里・大駝嶺一里・大駝嶺二里・大駝嶺三里・龍興里・嵋山里・上興里・仁興一里・仁興二里・仁興三里・清岩里
- 1948年7月 (15里)
  - 大駝嶺一里・大駝嶺二里・大駝嶺三里が中区に編入。
  - 堂上一里・堂上二里が新設の南区に編入。
- 1952年12月 - 郡面里統廃合により、西区が西区域に改称。(15里)
  - 嵋山里・清岩里が合併し、嵋岩里が発足。
  - 平安南道大同郡林原面の一部が分立し、大城里が発足。
- 1955年2月 - 都市部の里を洞に改編。(28洞1里)
  - 坎興一里が分割され、坎北洞・石峯洞が発足。
  - 坎興三里の一部が分割され、坎峴洞・坎興洞が発足。
  - 箕林一里の一部が分割され、古老洞・牡丹洞が発足。
  - 龍興里の一部が分割され、龍南洞・龍北洞が発足。
  - 嵋岩里が分割され、嵋山洞・清岩洞が発足。
  - 仁興三里の一部が分立し、仁興洞が発足。
  - 上興里の一部が分割され、長山洞・上新洞が発足。
  - 箕林二里の一部が分立し、平和洞が発足。
  - 箕林一里・箕林三里の各一部および箕林二里の残部が合併し、箕林洞が発足。
  - 箕林三里・箕林四里の各一部が合併し、北塞洞が発足。
  - 上興里の一部・仁興三里の一部が合併し、西川洞が発足。
  - 仁興三里・箕林四里の各一部が合併し、西興洞が発足。
  - 坎興三里の一部・上興里の一部が合併し、城北洞が発足。
  - 仁興一里および仁興三里の残部・箕林一里の一部が合併し、月香洞が発足。
  - 龍興里・箕林一里の各一部が合併し、戦勝洞が発足。
  - 箕林三里の残部・箕林四里の残部が合併し、七星門洞が発足。
  - 箕林一里の残部・龍興里の一部が合併し、興富洞が発足。
  - 坎興二里が琵琶洞に改称。
  - 仁興二里が民興洞に改称。
  - 坎興三里が抗美洞に改称。
- 1957年4月 (30洞1里)
  - 平安南道大同郡清渓里の一部が分立し、臥山洞が発足。
  - 平安南道大同郡西浦里の一部が分立し、西山洞が発足。
- 1958年6月 - 大城里・龍南洞・龍北洞・龍興洞・嵋山洞・臥山洞・戦勝洞・青岩洞・興富洞が新設の大城区域に編入。(22洞)
- 1959年2月 - 平安南道大同郡西浦里・下堂里を編入。(24洞)
  - 西浦里が西浦洞に昇格。
  - 下堂里が下堂洞に昇格。
- 1959年9月 - 西区域が西城区域に改称。(24洞3里)
  - 平安南道大同郡川南里、順安郡鶴山里・新間里を編入。
- 1960年10月 (12洞)
  - 坎峴洞・坎興洞・古老洞・箕林洞・牡丹洞・民興洞・北塞洞・琵琶洞・西興洞・仁興洞・月香洞・城北洞・七星門洞・平和洞・抗美洞が新設の牡丹峰区域に編入。
  - 西浦洞・新間里・川南里・鶴山里および下堂洞の一部が新設の兄弟山区域に編入。
  - 大城区域龍北洞・龍興洞・臥山洞を編入。
  - 下堂洞の残部が中区域弥勒洞の一部と合併し、南橋洞が発足。
  - 上新洞の一部が分立し、下新洞が発足。
  - 坎北洞が長慶洞に改称。
- 1963年 (16洞)
  - 長慶洞が分割され、長慶一洞・長慶二洞が発足。
  - 西山洞が分割され、西山一洞・西山二洞が発足。
  - 龍興洞が分割され、龍興一洞・龍興二洞が発足。
  - 上新洞・下新洞の各一部が合併し、中新洞が発足。
- 1965年 (13洞)
  - 上新洞が牡丹峰区域に編入。
  - 西山二洞が兄弟山区域に編入。
  - 龍興一洞・龍興二洞・龍北洞が大城区域に編入。
  - 牡丹峰区域長峴洞・城北洞を編入。
  - 西山一洞が西山洞に改称。
- 1967年 (13洞)
  - 長峴洞・城北洞が牡丹峰区域に編入。
  - 牡丹峰区域上新洞を編入。
  - 臥山洞の一部が分立し、蓮モッ洞が発足。
- 1972年 (15洞)
  - 西山洞が分割され、西山一洞・西山二洞が発足。
  - 長山洞・上興洞の各一部が合併し、キンジェ洞が発足。

## 施設
- 人民保安部
- 金鍾泰電気機関車連合企業所
- 平壌トロリーバス工場
- 3大革命展示館

## 交通
- 平義線・平羅線
  - 西平壌駅